# Cecidomyia discedens
Cecidomyia discedens är en tvåvingeart som först beskrevs av Frederick Askew Skuse 1888.  Cecidomyia discedens ingår i släktet Cecidomyia och familjen gallmyggor. Inga underarter finns listade i Catalogue of Life.